# Wet op bevolkingsregistratie

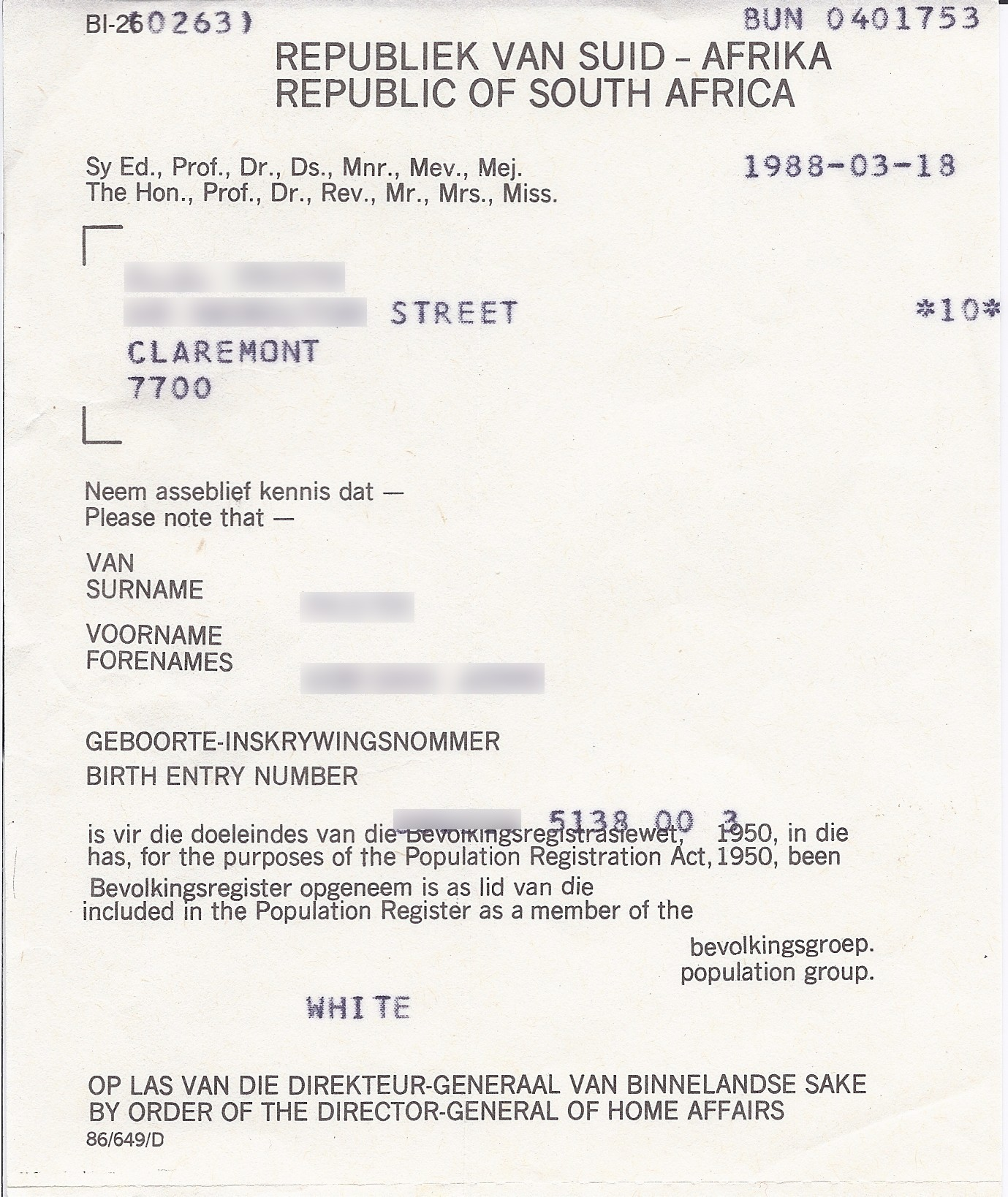
Een certificaat dat werd uitgegeven naar aanleiding van de Wet op bevolkingsregistratie.

De Wet op bevolkingsregistratie, Engels: Population Registration Act, 1950 was een Zuid-Afrikaanse wet uit 1950 die deel uitmaakte van een geheel van wetten die ingesteld werden in de tijd van de apartheid. De wet voorzag dat elke Zuid-Afrikaan zich registreerde, waarbij ook zijn of haar ras werd vermeld. Aan de hand van deze rassenregistratie werd een persoon ingedeeld bij de zwarten, blanken of kleurlingen. Later werden de Indiërs als aparte groep opgenomen. 
De Wet op bevolkingsregistratie hield verband met andere wetten uit de tijd van de apartheid. Zo was het van belang voor de Wet op verbod van gemengde huwelijken en de Ontuchtwet. Op 17 juni 1991 werd de wet opgeheven.

## Inhoud
De volgende eigenschappen werden nagelopen om zwarten te onderscheiden van blanken:
1. Karakteristieken van het hoofdhaar
2. Karakteristieken van het overig haar
3. Huidskleur
4. Gezichtsvormen
5. Moedertaal en de kennis van het Afrikaans
6. Woonplaats van de persoon, zijn vrienden en kennissen
7. Werk
8. Sociaal-economische status
9. Eet- en drinkgewoonten

Aangezien sommige van deze eigenschappen waren verbonden aan de sociale status, kon het voorkomen dat iemand opnieuw werd ingedeeld bij een ander ras.

## Uitvoering
Om de wet uit te voeren, was er een speciaal Buro vir Rasseklassifikasie opgericht. Deze bepaalde het ras op uiterlijke kenmerken, acceptatie binnen een gemeenschap en de sociale stand. Zo was de omschrijving voor een blanke: "Iemand die qua voorkomen duidelijk blank is en dus niet wordt gezien als kleurling, of wordt in zijn algemeenheid gezien als een blanke terwijl zijn voorkomen niet duidelijk een blanke is". 